# The Twins (David Island)
The Twins (englisch für Die Zwillinge) sind zwei Felsvorsprünge im Westen von David Island vor der Küste des ostantarktischen Königin-Marie-Lands. Sie liegen etwa 7 km südlich von The Triplets.
Mitglieder der auf dem Shackleton-Schelfeis errichteten Westbasis bei der Australasiatischen Antarktisexpedition (1911–1914) unter der Leitung des australischen Polarforschers Douglas Mawson entdeckten und benannten sie.